# Le Fils naturel
Le Fils naturel, ou Les épreuves de la vertu est un drame bourgeois en cinq actes et en prose de Diderot écrit en 1757.

## Historique
Le Fils naturel a été représenté pour la première fois en 1757 chez le Louis de Noailles (duc d’Ayen) à Saint-Germain-en-Laye, en 1761 à La Monnaie de Bruxelles, à la Comédie-Française, le 26 septembre 1771, et au théâtre de l'Ambigu-Comique, le 8 septembre 1794.

## Personnages
- Lysimond, père de Dorval et de Rosalie,
- Dorval, fils naturel de Lysimond, et ami de Clairville, frère naturel de Rosalie,
- Rosalie, fille de Lysimond,
- Justine, suivante de Rosalie,
- André, domestique de Lysimond,
- Charles, valet de Dorval,
- Clairville, ami de Dorval et amant de Rosalie,
- Constance, jeune veuve, sœur de Clairville,
- Sylvestre, valet de Clairville.
- Autres domestiques de la maison de Clairville.

## L’histoire
Clairville prie son ami Dorval, un jeune homme d’origine inconnue mais riche, beau, estimé et vertueux, de plaider sa cause auprès de Rosalie qu’il adore. Lorsque celui-ci le fait, Rosalie dit à Dorval que c’est lui qu’elle aime. Bien accueilli dans la famille de Clairville où vit également sa sœur Constance, une veuve, Dorval est déchiré entre ses sentiments pour Rosalie et son respect pour Clairville. Quand le père de Rosalie arrive pour bénir le mariage de Clairville et de Rosalie, il reconnaît que Dorval est son fils illégitime. Rosalie et Dorval se rendent alors compte que la nature de leur amour est d'ordre familial plutôt qu'amoureux. Rosalie épouse alors Clairville et Dorval, Constance.

## Genèse et histoire éditoriale
Fréron a déclenché, dans l’Année littéraire de juillet 1757, suivi de Palissot, dans Petites lettres sur de grands philosophes , une controverse en accusant Diderot d’avoir plagié Il vero amico de Goldoni. Le but recherché était moins de découvrir un défaut à la pièce de Diderot que d’attaquer le Philosophe et l’Encyclopédiste, qui s’efforce de renouveler le centre théâtral, en encourageant l’édification morale du spectateur.
Goldoni lui-même a contesté le plagiat. Diderot écrira que Il vero amico de Goldoni a des éléments de L'Avare de Molière.
Lors de la publication de cette pièce, il l’a fait précéder d’une épître dédicatoire à la princesse de Nassau-Saarbruck, épouse du prince de Nassau-Sarrebrück.

## LesEntretiens sur le Fils naturel
Diderot a écrit Le Fils naturel et Le Père de famille pour soutenir la théorie du drame bourgeois qu’il avait élaborée. En ce sens, d'ailleurs, le texte de la pièce est suivi d'un texte théorique, sous forme dialoguée, intitulé Entretiens sur Le Fils naturel.

## Brouille avec Rousseau
Le texte du Fils naturel contient cette phrase qui envenimera les relations de Jean-Jacques Rousseau avec Diderot : « Il n'y a que le méchant qui soit seul. » Rousseau prit effectivement pour lui cette critique indirecte. Il s'en ouvre dans ses Confessions :

« Mais il n'était pas question de cela dans mes prises avec Diderot ; elles avaient des causes plus graves. Après la publication du Fils naturel, il m'en avait envoyé un exemplaire, que j'avais lu avec l'intérêt et l'attention qu'on donne aux ouvrages d'un ami. En lisant l'espèce de poétique en dialogue qu'il y a jointe, je fus surpris, et même un peu contristé, d'y trouver, parmi plusieurs choses désobligeantes, mais tolérables, contre les solitaires, cette âpre et dure sentence, sans aucun adoucissement : Il n'y a que le méchant qui soit seul. »